# Бобёр (приток Ужа)
Бобёр (укр. Бобе́р; устар. Бобрикъ) — река на Украине, протекает по территории Вышгородского района Киевской области. Правый приток Ужа на 62 км (бассейн Днепра). Длина реки — 31 км. Площадь водосборного бассейна — 162 км².
Начинается севернее села Старая Марковка в лесном массиве. Течёт в общем восточном направлении через бывшие сёла Бобер, Королевка, Максимовичи. Впадает в Уж напротив бывшего села Мартыновичи. Долина реки имеет корытообразную форму, ширина достигает 2 км. Уклон реки — 1,4 м/км. Питание реки смешанное. Ледостав приходится на начало декабря, ледоход — на март.
Вода минерализованная, содержание солей около 200 мг/дм³, имеет гидрокарбонатный характер.
В XIX веке верховьем реки считался водоток, начинающийся у села Шкнева, а верховье нынешнего Бобра считалось рекой Млачевка.

## Притоки
По порядку от устья:
- Глиненка (пр)[4]
- Чертовец (пр)[3]
  - Покрыловка (лв)[4]
- Бобрик (лв)[4]